# Loxofidonia nigrozonaria
Loxofidonia nigrozonaria är en fjärilsart som beskrevs av John Henry Leech 1897. Loxofidonia nigrozonaria ingår i släktet Loxofidonia och familjen mätare. Inga underarter finns listade i Catalogue of Life.